# Unín
Unín är en ort i Tjeckien.   Den ligger i regionen Södra Mähren, i den östra delen av landet, 170 km sydost om huvudstaden Prag. Unín ligger 463 meter över havet och antalet invånare är 207.
Terrängen runt Unín är kuperad västerut, men österut är den platt.Runt Unín är det ganska tätbefolkat, med 100 invånare per kvadratkilometer. Närmaste större samhälle är Blansko, 11,3 km öster om Unín. I omgivningarna runt Unín växer i huvudsak blandskog.